# MVRDV
MvRdV – holenderskie biuro architektoniczne założone w 1991 w Rotterdamie przez Winy'ego Maasa, Jacoba van Rijsa i Nathalie de Vries, a zarazem grupa publicystów.

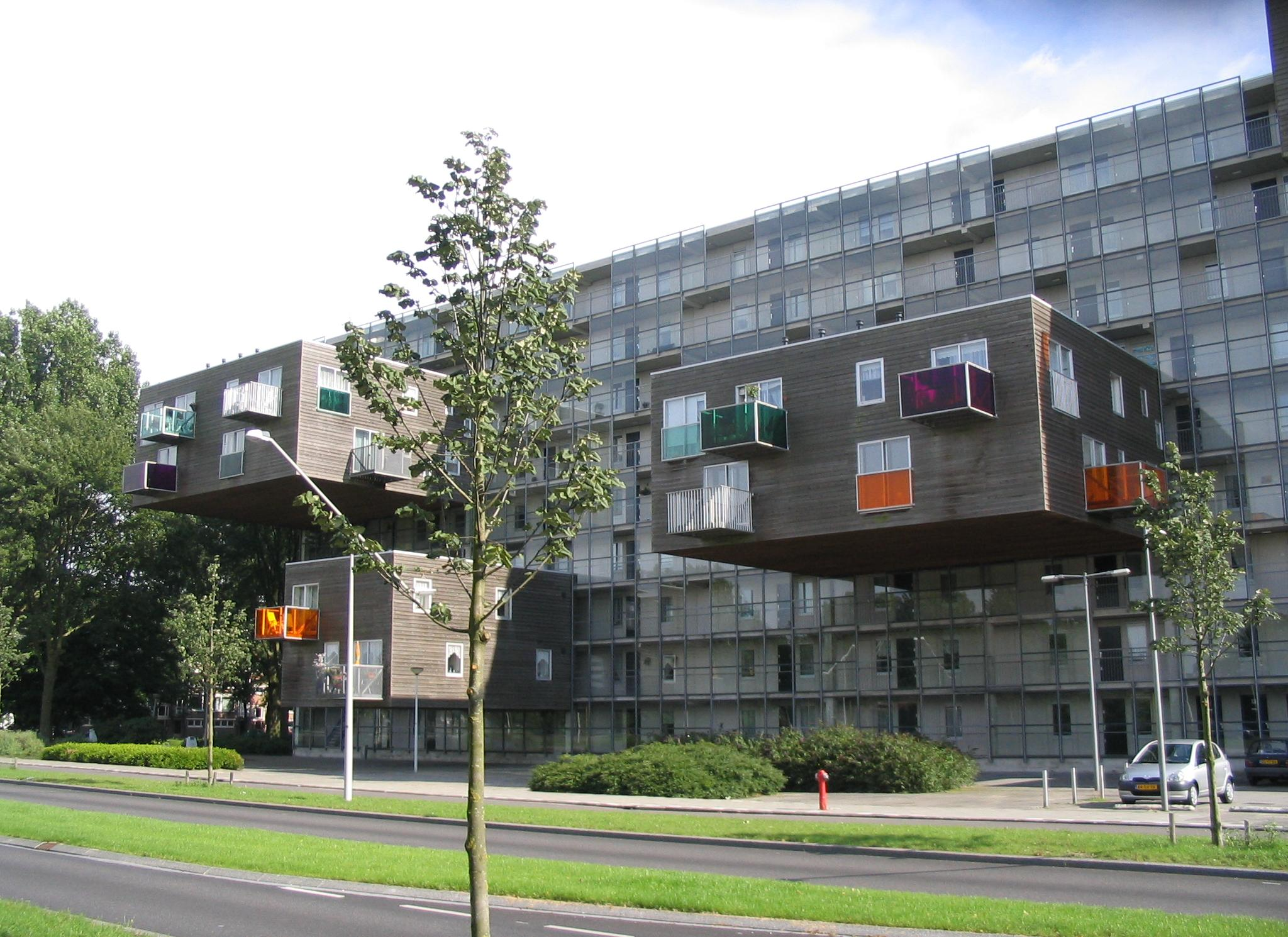
MVRDV: WoZoCo w Amsterdamie

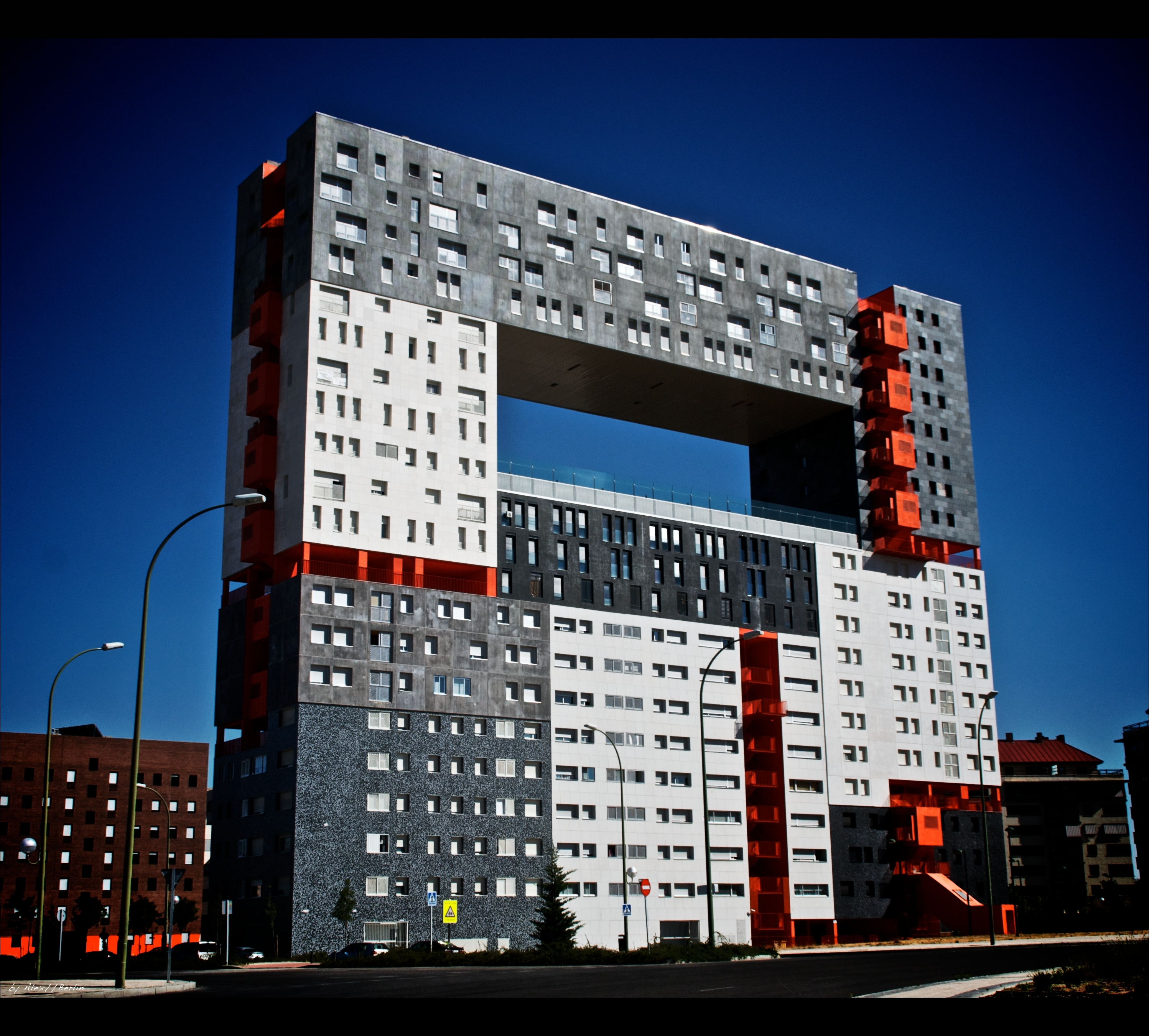
Mirador (2005, Madryt)

MvRdV reprezentuje wyszukaną architekturę współczesną, czerpiąca zasadniczo z formalnego dorobku modernizmu, ucieka się czasem jednak do rozwiązań postmodernistycznych. Realizacje i projekty biura cechują się dosłownym traktowaniem schematów funkcjonalnych, wywodzeniem formy z pozornie absurdalnych założeń, np. poprzez spiętrzenie elementów krajobrazowych w pawilonie holenderskim na Expo 2000. Biuro jest znane zarówno z niekonwencjonalnych realizacji, jak i wielu opublikowanych niezrealizowanych projektów, stanowiących rodzaj ćwiczeń intelektualnych, a czasem jawne prowokacje przeciw zasadom, które wydają się w architekturze najbardziej oczywiste. Architekci inspirują się poszukiwaniami Rema Koolhaasa i je rozwijają. Prezentacją poglądów grupy na urbanistykę jest publikacja FARMAX (1998).

## Główne dzieła

### Architektura
- Villa VPRO (siedziba państwowej telewizji) w Hilversum, 1997
- Villa KBWW (dom dwurodzinny) w Utrechcie, 1997
- WoZoCo (dom starców) w Amsterdamie 1997
- dwa domy w dzielnicy Borneo w Amsterdamie, 2000
- pawilon holenderski na wystawie Expo 2000 w Hannoverze, 2000
- budynek wielorodzinny Silodam w Amsterdamie, 2003
- Bibliotekę Tiencin Binhai w Tianjin Binhai Cultural Center,  2017[1]

### Publikacje
- Statics, 1992
- Winy Maas, Jacob van Rijs, Richard Koek, FARMAX: Excursions on density, Rotterdam 1998, ISBN 90-6450-266-8
- Winy Maas, Jennifer Sigler, Metacity / Datatown, Rotterdam 1999, 90-6450-371-0
- MVRDV (wyd.), Costa Iberica, Barcelona 2000, ISBN 84-95273-19-5
- MVRDV (wyd.), KM3: Excursions on capacity, Rotterdam 2005, ISBN 84-95951-85-1